# ميكي ويلش (لاعب كرة قدم)
ميكي ويلش (بالإنجليزية: Micky Welch)‏ هو لاعب كرة قدم بريطاني في مركز الدفاع، ولد في 21 مايو 1958 في باربادوس. لعب مع نادي ساوثيند يونايتد ونادي ويمبلدون.